# Juan Felipe Aguirre
Juan Felipe Aguirre Tabares (Medellín, 29 de agosto de 1996) es un futbolista colombiano que juega como defensa en el Atlético Nacional de la Categoría Primera A de Colombia.

## Clubes
| Club                          | País     | Año         |
| ----------------------------- | -------- | ----------- |
| Itagüí Leones                 | Colombia | 2016 - 2018 |
| Celaya                        | México   | 2019 - 2022 |
| Montevideo Wanderers (Cedido) | Uruguay  | 2021 - 2022 |
| Atlético Nacional             | Colombia | 2023 - Act. |

## Estadísticas
Actualizado al último partido disputado el 18 de diciembre de 2024.
| Club                           | Div.          | Temporada     | Liga  | Liga  | Copas | Copas | Internacional | Internacional | Total | Total |
| Club                           | Div.          | Temporada     | Part. | Goles | Part. | Goles | Part.         | Goles         | Part. | Goles |
| ------------------------------ | ------------- | ------------- | ----- | ----- | ----- | ----- | ------------- | ------------- | ----- | ----- |
| Itagüí Leones · Colombia       | 2.a           | 2016          | 1     | 0     | 2     | 1     | _             | _             | 3     | 1     |
| Itagüí Leones · Colombia       | 2.a           | 2017          | 1     | 0     | 0     | 0     | _             | _             | 1     | 0     |
| Itagüí Leones · Colombia       | 1.a           | 2018          | 30    | 1     | 3     | 1     | _             | _             | 33    | 2     |
| Itagüí Leones · Colombia       | Total club    | Total club    | 32    | 1     | 5     | 2     | 0             | 0             | 37    | 3     |
| Celaya · México                | 2.a           | 2019          | 29    | 2     | 1     | 0     | _             | _             | 30    | 2     |
| Celaya · México                | 2.a           | 2020          | 10    | 0     | 2     | 0     | _             | _             | 12    | 0     |
| Celaya · México                | 2.a           | 2021          | 5     | 0     | 0     | 0     | _             | _             | 5     | 0     |
| Celaya · México                | Total club    | Total club    | 44    | 2     | 3     | 0     | 0             | 0             | 47    | 2     |
| Montevideo Wanderers · Uruguay | 1.a           | 2021          | 25    | 2     | 1     | 0     | _             | _             | 26    | 2     |
| Montevideo Wanderers · Uruguay | 1.a           | 2022          | 32    | 0     | 2     | 0     | 6             | 0             | 40    | 0     |
| Montevideo Wanderers · Uruguay | Total club    | Total club    | 57    | 2     | 3     | 0     | 6             | 0             | 66    | 2     |
| Atlético Nacional · Colombia   | 1.a           | 2023          | 39    | 3     | 5     | 1     | 4             | 0             | 48    | 4     |
| Atlético Nacional · Colombia   | 1.a           | 2024          | 35    | 3     | 7     | 0     | 0             | 0             | 42    | 3     |
| Atlético Nacional · Colombia   | Total club    | Total club    | 74    | 6     | 12    | 1     | 4             | 0             | 80    | 7     |
| Total carrera                  | Total carrera | Total carrera | 207   | 11    | 16    | 3     | 10            | 0             | 240   | 15    |

## Palmarés

### Títulos nacionales
| Título                | Club              | País     | Año  |
| --------------------- | ----------------- | -------- | ---- |
| Superliga de Colombia | Atlético Nacional | Colombia | 2023 |
| Copa Colombia         | Atlético Nacional | Colombia | 2023 |
| Copa Colombia         | Atlético Nacional | Colombia | 2024 |
| Torneo Finalización   | Atlético Nacional | Colombia | 2024 |
| Superliga de Colombia | Atlético Nacional | Colombia | 2025 |